# منتدى الشرق
منتدى الشرق مؤسسة عالمية مستقلة، تهدف إلى ترسيخ قيم التواصل والحوار والديمقراطية في الوطن العربي.
يصفها رئيس المنتدى، وضاح خنفر، «هي مظلة جامعة لقوى وتيارات سياسية ولقوى المجتمع المدني ورجال أعمال».

## تأسيس
تم تأسيس المنتدى يوم الخميس 12 يناير 2012 في تونس، وترأسه وضاح خنفر.

### أهداف[2]
- إدارة إشكالات معينة كالتكامل الاقتصادي في العالم العربي.
- بناء نوع من التفاهم حول التخفيض من الحدود التي تمنع البضائع وتمنع الأشخاص من العبور.
- ثقافة عربية ملتزمة بروح الثورة ونقلها إلى بعد إستراتيجي وإلى أولويات عميقة يلتقي عليها الجميع، لا تفرق بين تيار وأيديولوجيا ولا فكر ولا حزب.
- تحديد إستراتيجية للتعامل مع دول الجوار الحضاري في آسيا وأفريقيا وبقية دول العالم.

ويلخص مؤسسو المنتدى مهام المنتدى:

### آلية العمل
يتم تنظيم الملتقى سنوياً يجمع كل القوى ويحدد أطر النقاش والحوار، كما سيكون للمنتدى عدد من الشبكات التي ستجمع المؤسسات التي تعمل في نطاقها وستكون لها مؤتمراتها الخاصة.
عضوية المنتدى مفتوحة للقوى السياسية والقيادات الفكرية والاجتماعية والحركات الشبابية ومنظمات المجتمع المدني ورجال الأعمال والإعلام في العالم العربي.

## وصلات خارجية
- الموقع الرسمي

‌